# Товарищество украинских прогрессистов
Това́рищество украи́нских прогресси́стов (ТУП), или О́бщество украинских прогрессистов (ОУП), или Товарищество украинских поступовцев (укр. Товариство українських поступовців) — тайная надпартийная политическая и общественная организация украинцев в Российской империи, появилась в 1908 году по инициативе членов бывшей Украинской демократическо-радикальной партии для координации украинского национального движения и его защиты от усиленного наступления российского правительства и русского национализма после роспуска 2-й Государственной думы (июнь 1907 года).
К ТУП принадлежали, кроме демократ-радикалов, часть социал-демократов и беспартийных. ТУП возглавлял выбираемый на ежегодных съездах совет, в который входили Михаил Грушевский, Евгений Чикаленко, Илья Шраг, Сергей Ефремов, Пётр Стебницкий, Симон Петлюра, Владимир Винниченко, Никифор Григорьев, Федор Матушевский, Дмитрий Дорошенко, Вячеслав Прокопович, Андрей Вязлов, Фёдор Штейнгель, Михаил Тышкевич, Людмила Старицкая-Черняховская и другие.
Центром создания ТУП был Украинский клуб. В Киеве находились центр (штаб-квартира) ТУП и несколько его филиалов — «громад». Центр координировал работу «громад ТУП» на Украине, а также в Санкт-Петербурге (2 громады) и Москве. Главной целью ТУП была защита имевшихся успехов украинского движения и достижение новых. Минимальной программой была украинизация народных школ, обучение украинскому языку, литературе и истории в средней и высшей школах Украины, допущение украинского языка в общественных учреждениях, суде и церкви.
Политической платформой ТУП было требование автономии Украины и признание принципов конституционного парламентаризма. ТУП до 1917 года руководило собственно всем украинским движением на Приднепровье, среди других координировало работу «Просвит», различных культурно-образовательных клубов, тесно сотрудничало с украинским Научным обществом в Киеве; ему принадлежал украинский книжный магазин в Киеве (бывшее издательство «Киевская старина»). Неофициальными органами ТУП были ежедневная газета «Рада» в Киеве и журнал «Украинская жизнь» в Москве.
ТУП (в частности, его громады в Петербурге) поддерживало хорошие отношения с оппозицией в III и IV Думах, особенно с лидерами Конституционно-демократической партии (П. Милюковым, Н. Некрасовым) и группой автономистов-федералистов (В. Обнинским), которые признавали право украинцев на национально-культурное развитие, а также с российскими учёными А. Шахматовым, Ф. Коршем и С. Мельгуновым.
В сентябре 1914 года ТУП заняло нейтральную позицию относительно Первой мировой войны и воюющих сторон (одновременно негативно оценивая пророссийскую декларацию «Украинской жизни»), в ноябре 1914 года отнеслось с осторожностью к деятельности Союза освобождения Украины. В конце 1914 года среди членов ТУП начались аресты (прежде всего был арестован М. Грушевский). В декабре 1916 года ТУП выступило с декларацией «Наша позиция», которая высказывалась «за демократическую автономию Украины, гарантированную также федерацией равноправных народов». В январе 1917 года ТУП положительно откликнулось на мирные инициативы президента США Вудро Вильсона, выражая «волю украинского народа к самостоятельному развитию», в частности, С. Ефремов от имени ТУПа направил письмо этому президенту США с поддержкой его плана окончания войны, предусматривавшего признание за всеми народами Европы права на самоопределение.
После Февральской революции ТУП созвало 17 марта 1917 года в Киеве совещание представителей украинских организаций и партий, на котором была основана Украинская центральная рада. Последний съезд ТУП прошёл в Киеве 7 апреля 1917 года, он принял решение добиваться легальными путями осуществления автономии Украины. После этого ТУП переименовало себя в Союз украинских автономистов-федералистов, который в июне 1917 года был преобразован в Украинскую партию социалистов-федералистов.